# David Millar (homme politique)
Pour les articles homonymes, voir David Millar et Millar.
David Andrew Millar est un ancien homme politique (yukonnais) canadien. Il est un ancien député qui représentante de la circonscription électorale de Klondike de 1992 à 1996 à l'Assemblée législative du Yukon. Il est un membre du Parti du Yukon.
Il ne s'est pas représente à l'élection territoriale du 30 septembre 1996.